# جانی ۳۲۵۲
سیارک ۳۲۵۲ (به انگلیسی: 3252 Johnny، نامگذاری:1981EM4) سه هزار و دویست و پنجاه و دومین سیارک کشف شده‌است که در ۲ مارس ۱۹۸۱ کشف شد.
قدر مطلق سیارک برابر ۱۲٫۰۰ است.